# Яоду
Яоду́ (кит. упр. 尧都, пиньинь Yáodū, буквально: «стольный город императора Яо») — район городского подчинения городского округа Линьфэнь провинции Шаньси (КНР).

## История
Утверждается, что именно здесь находился стольный город легендарного императора Яо — Пинъян.
При империи Цинь был образован уезд Пинъян (平阳县). В начале IV века здесь размещалась первая столица государства Северная Хань. При империи Северная Вэй в 445 году уезд был расформирован, но в 487 году воссоздан. В 526 году были созданы уезды Юнъань (永安县) и Сичэн (隰城县); впоследствии уезд Сичэн был расформирован.
При империи Суй в 581 году уезд Пинъян был переименован в Пинхэ (平河县), а уезд Юнъань — в Сихэ (西河县). В 583 году уезд Пинхэ был переименован в Линьфэнь (临汾县). Уезд Сихэ был расформирован, но при империи Тан в 618 году воссоздан, а в 643 году присоединён к уезду Линьфэнь.
При чжурчжэньской империи Цзинь в 1220 году был выделен уезд Пиншуй (平水县), при империи Мин в 1368 году он был расформирован.
В 1949 году был создан Специальный район Линьфэнь (临汾专区), и уезд вошёл в его состав. В 1954 году Специальный район Линьфэнь был объединён со Специальным районом Юньчэн (运城专区) в Специальный район Цзиньнань (晋南专区).
В 1970 году Специальный район Цзиньнань был расформирован, а вместо него образованы Округ Линьфэнь (临汾地区) и Округ Юньчэн (运城地区); уезд вошёл в состав округа Линьфэнь.
В 1971 году уезд Линьфэнь был преобразован в городской уезд.
В 2000 году постановлением Госсовета КНР округ Линьфэнь был преобразован в городской округ Линьфэнь; бывший городской уезд Линьфэнь стал районом Яоду в его составе.

## Административное деление
Район делится на 10 уличных комитетов, 10 посёлков и 6 волостей.